# A Sunday Night Above the Rain
A Sunday Night Above the Rain è il ventesimo album dal vivo del gruppo musicale britannico Marillion, pubblicato il 19 maggio 2014 dalla Racket Records.

## Descrizione
Esistono due versioni dell'album: la Holland e la Montreal. La Holland è la pubblicazione del concerto tenuto il 10 marzo 2013, durante il Marillion Weekend al Center Parcs di Port Zélande, nei Paesi Bassi. La Montreal è la pubblicazione del concerto tenuto il 24 marzo 2013, durante il Marillion Weekend al teatro Olympia di Montréal, in Canada. Le due versioni differiscono solo nell'ordine dei brani ed entrambi i concerti fanno parte del tour di supporto al diciassettesimo album in studio Sounds That Can't Be Made del 2012.
Il concerto tenuto nei Paesi Bassi è stato ripubblicato il 27 giugno 2014 dalla earMUSIC in vari formati, tra cui anche in triplo vinile.

## Tracce

### CD
Holland
- CD 1

1. Gaza – 19:18
2. Waiting to Happen – 5:44
3. Lucky Man – 7:35
4. This Strange Engine – 18:54
5. Pour My Love – 6:23
6. Neverland – 11:47
7. Invisible Ink – 6:19

- CD 2

1. Montréal – 14:51
2. Power – 6:19
3. Sounds That Can't Be Made – 8:52
4. The King of Sunset Town – 8:07
5. The Sky Above the Rain – 12:56
6. Garden Party – 8:15

Montréal
- CD 1

1. Gaza – 19:29
2. Waiting to Happen – 6:25
3. Lucky Man – 7:51
4. This Strange Engine – 18:12
5. Pour My Love – 6:10
6. Neverland – 10:48
7. Invisible Ink – 6:29

- CD 2

1. Power – 6:38
2. Sounds That Can't Be Made – 7:52
3. The King of Sunset Town – 9:55
4. The Sky Above the Rain – 11:50
5. Montréal – 15:40
6. Garden Party – 12:48

### DVD/BD
DVD 1/BD 1 – Holland
1. Gaza – 19:18
2. Waiting to Happen – 5:44
3. Lucky Man – 7:35
4. This Strange Engine – 18:54
5. Pour My Love – 6:23
6. Neverland – 11:47
7. Invisible Ink – 6:19

DVD 2/BD 1 – Holland
1. Montréal – 14:51
2. Power – 6:19
3. Sounds That Can't Be Made – 8:52
4. The King of Sunset Town – 8:07
5. The Sky Above the Rain – 12:56
6. Garden Party – 8:15

DVD 3/BD 2 – Montréal
1. Gaza – 19:29
2. Waiting to Happen – 6:25
3. Lucky Man – 7:51
4. This Strange Engine – 18:12
5. Pour My Love – 6:10
6. Neverland – 10:48
7. Invisible Ink – 6:29

DVD 4/BD 2 – Montréal
1. Power – 6:38
2. Sounds That Can't Be Made – 7:52
3. The King of Sunset Town – 9:55
4. The Sky Above the Rain – 11:50
5. Montréal – 15:40
6. Garden Party – 12:48

BD 3
- "Sounds That Can't Be Made" Studio Album. 96khz 24bit Stereo & 5.1 Master HD Surround Mixes

1. Gaza – 17:30
2. Sounds That Can't Be Made – 7:10
3. Pour My Love – 5:58
4. Power – 6:05
5. Montréal – 13:59
6. Invisible Ink – 5:44
7. Lucky Man – 6:58
8. The Sky Above the Rain – 10:34

- "UnSound" Demos and Alternative Versions from the Making of "Sounds That Can't Be Made"

1. Gaza (Demo Arrangement) – 13:29
2. Gaza (Loop Demo) – 2:39
3. Sounds That Can't Be Made (Bridge Demo) – 1:46
4. Sounds That Can't Be Made (Demo Arrangement) – 6:08
5. Pour My Love (Slow Jam Demo) – 2:06
6. Power (Demo Arrangement) – 3:36
7. Power (Alternative Jam) – 1:51
8. Montréal (Early Jam) – 1:24
9. Invisible Man (Early Jam) – 3:53
10. Lucky Man (Gospel Demo Arrangement) – 4:12
11. Lucky Man (Jam Demo Edit) – 7:28
12. The Sky Above the Rain (Early Jam) – 3:43

## Formazione
- Steve Hogarth – voce; chitarra, tastiera e percussioni aggiuntive
- Steve Rothery – chitarra
- Pete Trewavas – basso, cori
- Mark Kelly – tastiera, cori
- Ian Mosley – batteria